# Erythroxylum coca
Erythroxylum coca là một loài thực vật có hoa trong họ Erythroxylaceae. Loài này được Lam. mô tả khoa học đầu tiên năm 1786.

## Hình ảnh

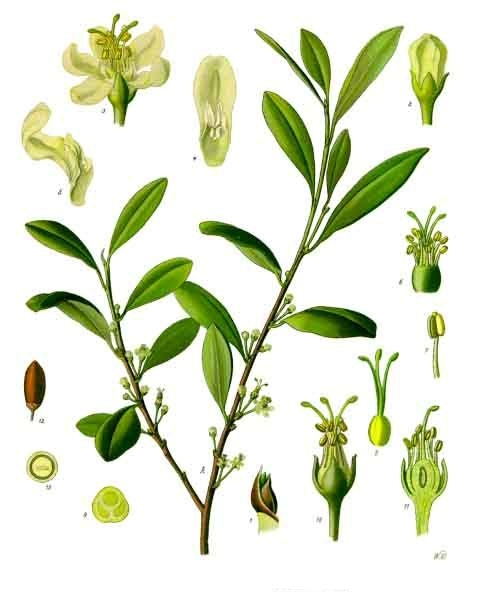
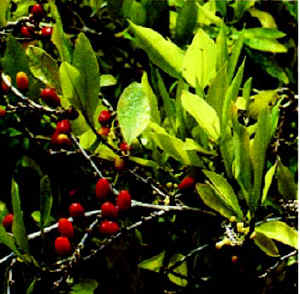
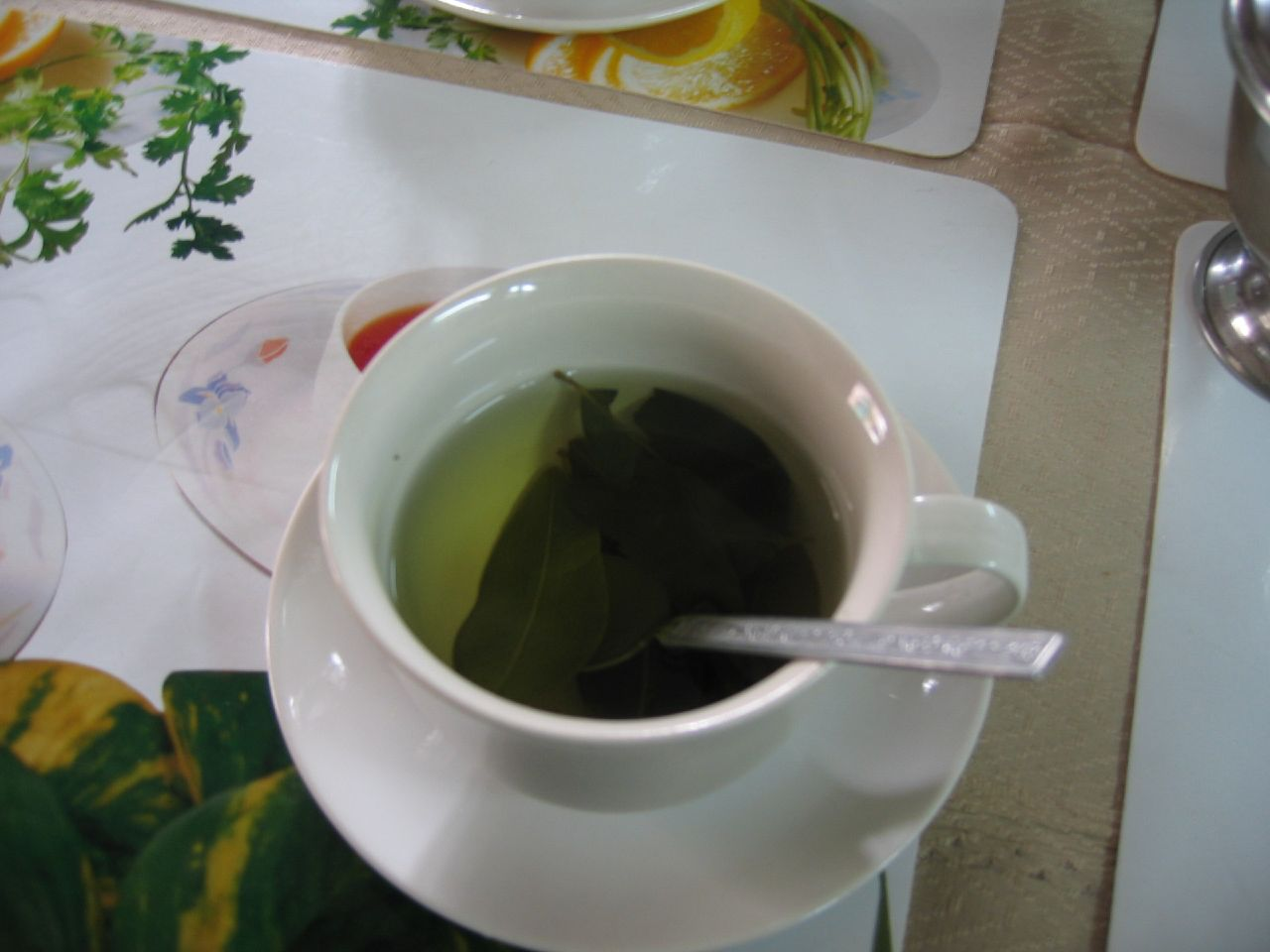